# Melitaea djugjurensis
Melitaea djugjurensis är en fjärilsart som beskrevs av Curt Eisner 1942. Melitaea djugjurensis ingår i släktet Melitaea och familjen praktfjärilar. Inga underarter finns listade i Catalogue of Life.